# Lego Mindstorms

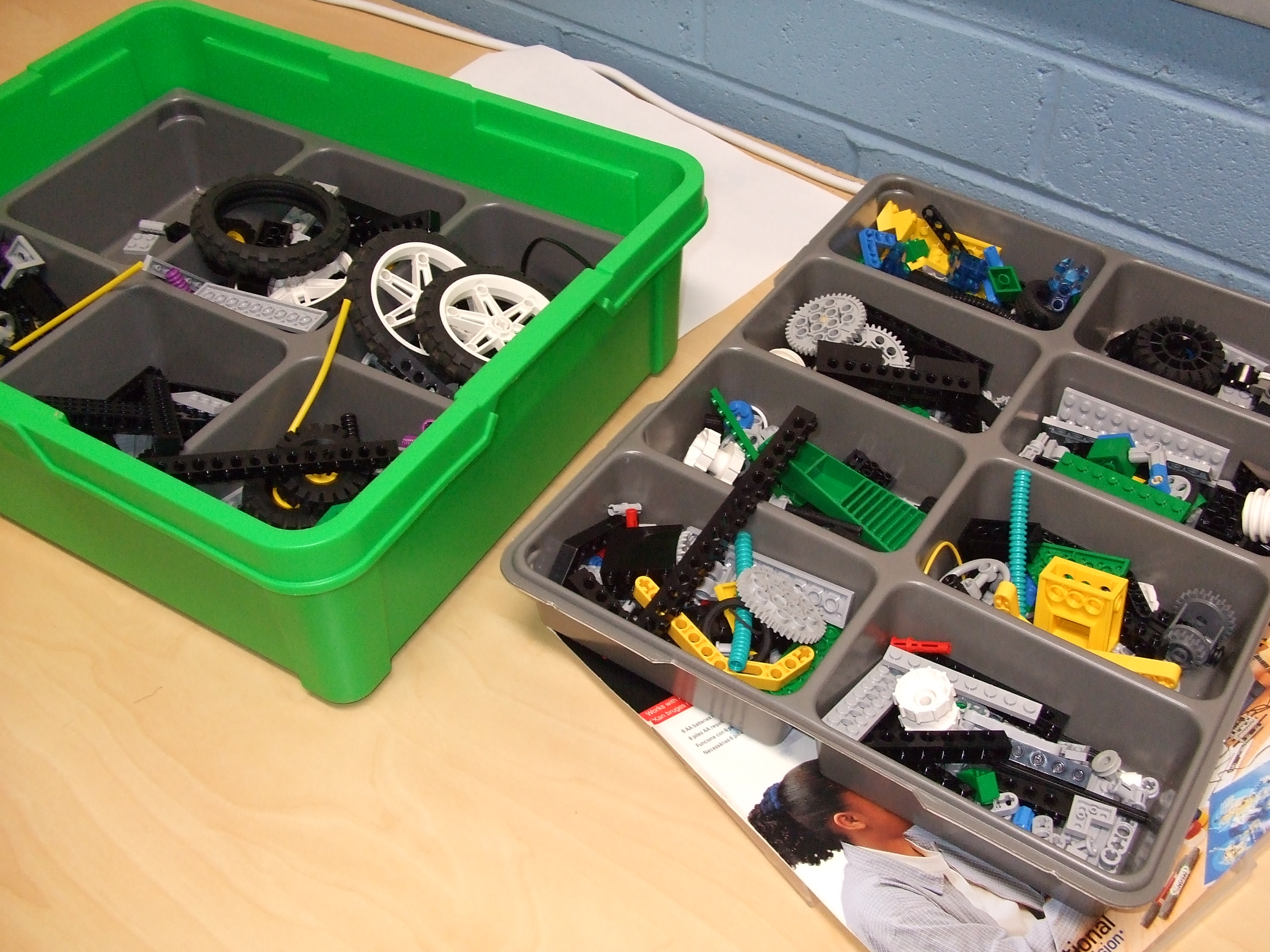
Stavebnice Lego Mindstorms kombinuje programovatelné kostky, elektrické motory a senzory s Lego kostkami a díly z řady Lego Technic

LEGO Mindstorms je řada programovatelných robotických stavebnic vyráběných firmou Lego. První verze Lego Mindstorms byla vydána na trh v roce 1998 pod názvem Robotics Invention System (RIS). Nejnovější verze Lego Mindstorms ev3 pochází z 1. srpna 2013.

## Historie
V roce 1987 byla v laboratoři MIT vytvořena první programovatelná kostka, která byla naprogramována v jazyku Lego Logo. V roce 1994 bylo na Coloradské univerzitě vytvořeno první vizuální programovací prostředí LEGOsheets, které bylo založeno na AgentSheets.
Originální stavebnice Mindstorms obsahuje dva motory, dva dotekové senzory a jeden světelný senzor. NXT verze má tři servomotory a jeden senzor doteku, světla, zvuku a vzdálenosti. Z Lego Mindstorms může být sestaven model vestavěného systému s počítačem kontrolovanými elektromechanickými částmi.
Lego Mindstorms se také používá jako vzdělávací nástroj, původně díky partnerství mezi Lego a MIT. Vzdělávací verze produktů se jmenuje Lego Mindstorms for Schools a je nabízena s programovacím softwarem ROBOLAB založeným na GUI, který byl vyvinut na Tuftsově univerzitě a používá engine LabVIEW vyvinutý společností National Instruments. K programování lze využít jiný software či programovací jazyk (např. Java nebo C).
Jediný rozdíl mezi vzdělávacími sériemi (Challenge Set) a sériemi pro ostatní spotřebitele (Inventor Set) spočívá v odlišném světelném senzoru a několika možnostech převodu.
Stavebnice Mindstorms je pojmenovaná po knize Mindstorms: Children, Computers, and Powerful Ideas (Mindstorms: Děti, počítače a silné myšlenky) od Seymoura Paperta.

## Robotics Invention System

### RCX

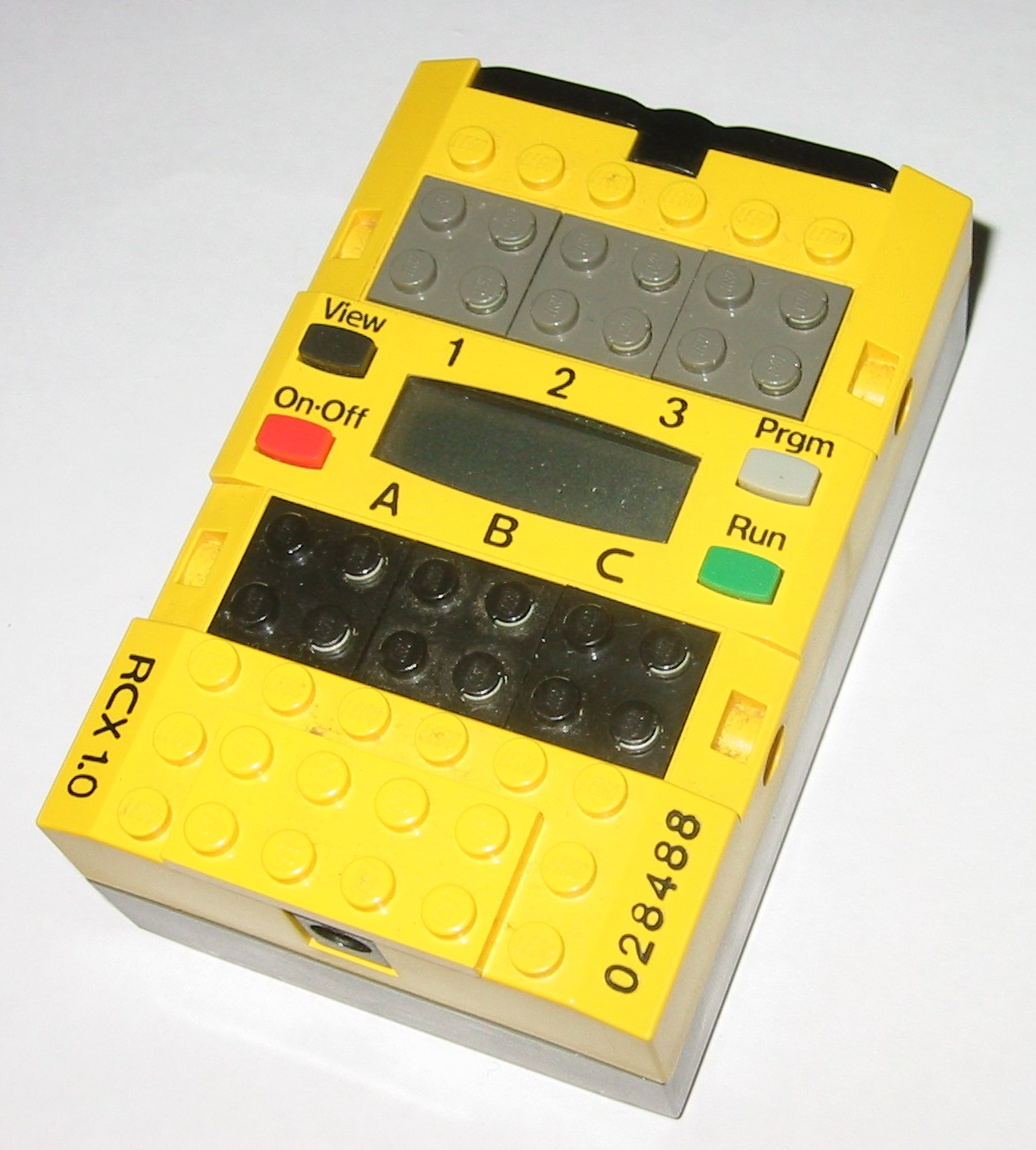
Programovatelná RCX kostka první generace

První generace Lego Mindstorms byla postavena kolem kostky známé jako RCX, která využívala 8bitový jednočipový počítač Renesas H8/300 microcontroller jako svoji CPU a RAM s kapacitou 32Kb. Kostka je naprogramována stažením programu z počítače s OS Windows nebo Mac do RAM přes speciální infračervené rozhraní. Po spuštění programu umožňuje RCX kostka samostatné fungování Mindstorms, který reaguje na vnitřní a vnější podněty podle naprogramovaných instrukcí. RCX kostky mohou ve větších počtech spolu vzájemně komunikovat přes infračervené rozhraní. Kromě infračerveného portu jsou k dispozici tři senzorové vstupní porty a tři motorové výstupní porty. Vestavěný LCD může zobrazovat úroveň baterie, stav vstupních a výstupních portů nebo který program je puštěný.
RCX kostka verze 1.0 disponuje konektorem napájecího adaptéru, který na rozdíl od baterií umožňuje nepřetržitý chod, který byl odstraněn ve verzi 2.0. RCX kostky vybavené adaptérem síly jsou populární při tvorbě robotických částí (např. paže robota) nebo pro ovládání Lego modelů vlakových souprav. RCX kostka musí být naprogramována přes Digital Command Control (DCC), který je vyžadován pro automatizované ovládání modelu vlakové soupravy.
RCX je prostřednictvím infračerveného rozhraní schopné komunikovat se Spybots, Scout Bricks, Lego Train, a NXT (za použití jiného infračerveného spojovacího senzoru). Nosná frekvence infračerveného rozhraní je u RCX 1.0 38,5 kHz, zatímco u RCX 2.0 je nosná frekvence 76 kHz. Obě verze mohou přenášet na jedné frekvenci. Nosný signál je vytvořen jedním z vnitřních časovačů.
Všechny verze RCX mají na sobě tisknuté jedinečné číslo. První vyrobený RCX je označený “000001” a byl vystaven na 10. výroční události Mindstorms.

### NXT

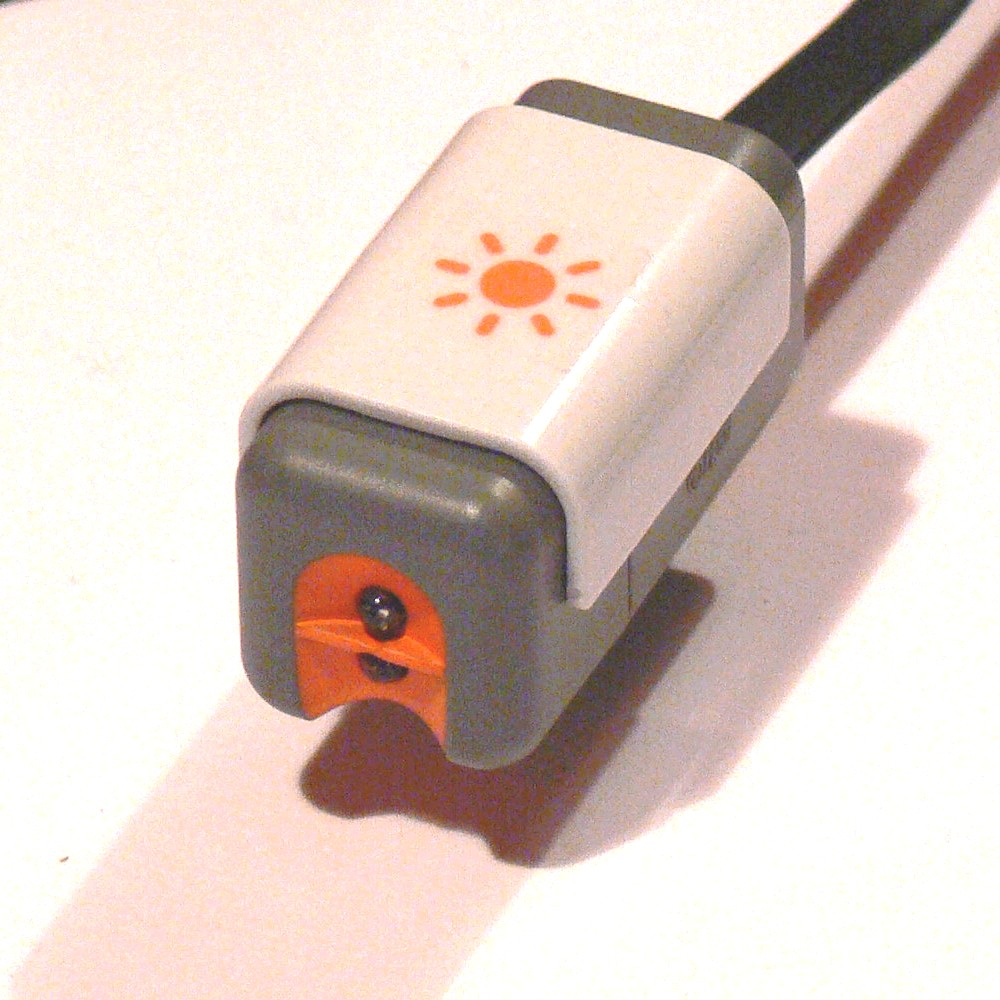
Senzor světla
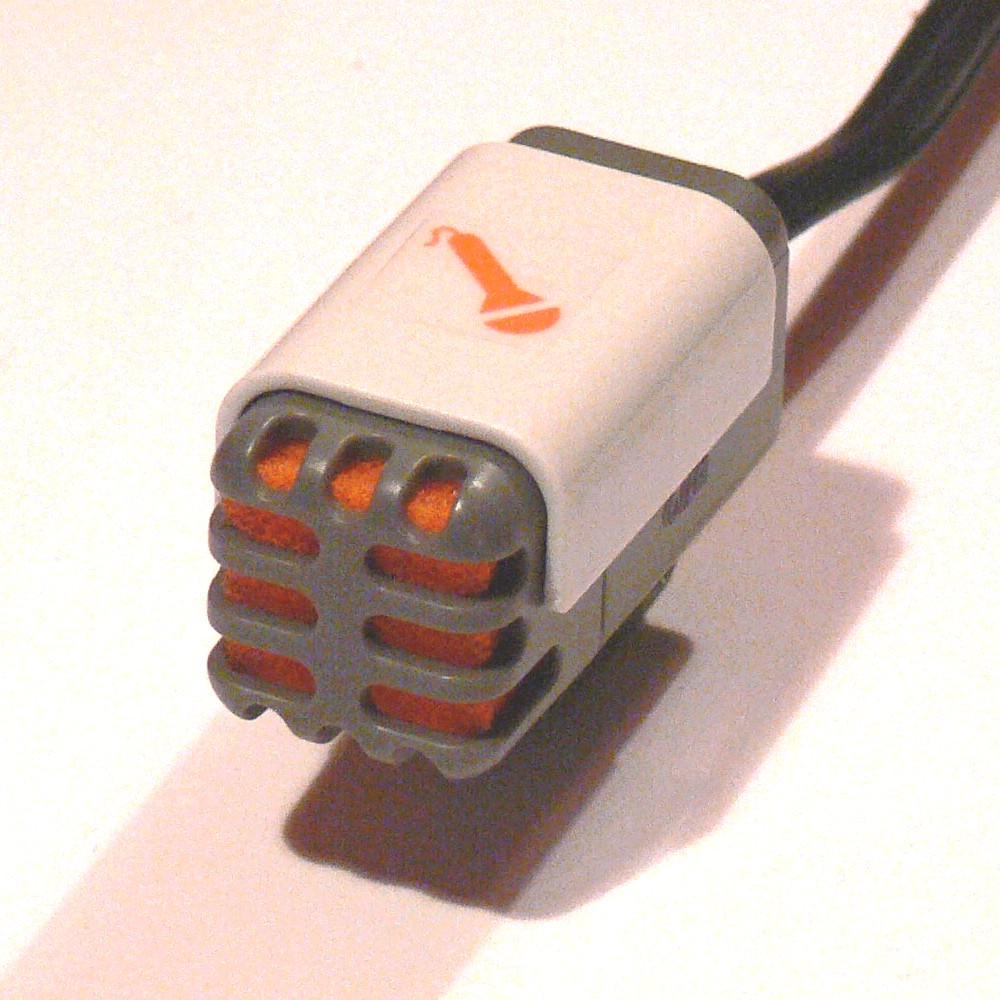
Senzor zvuku
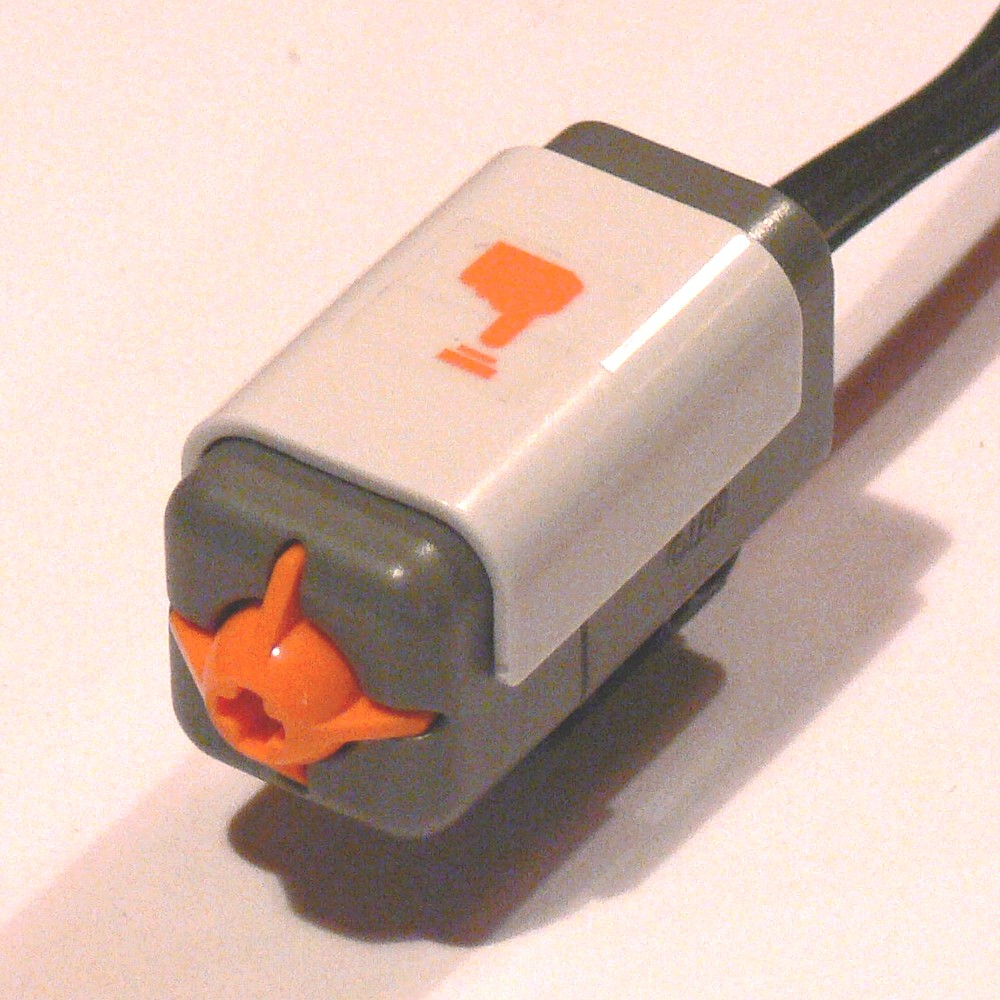
Senzor doteku
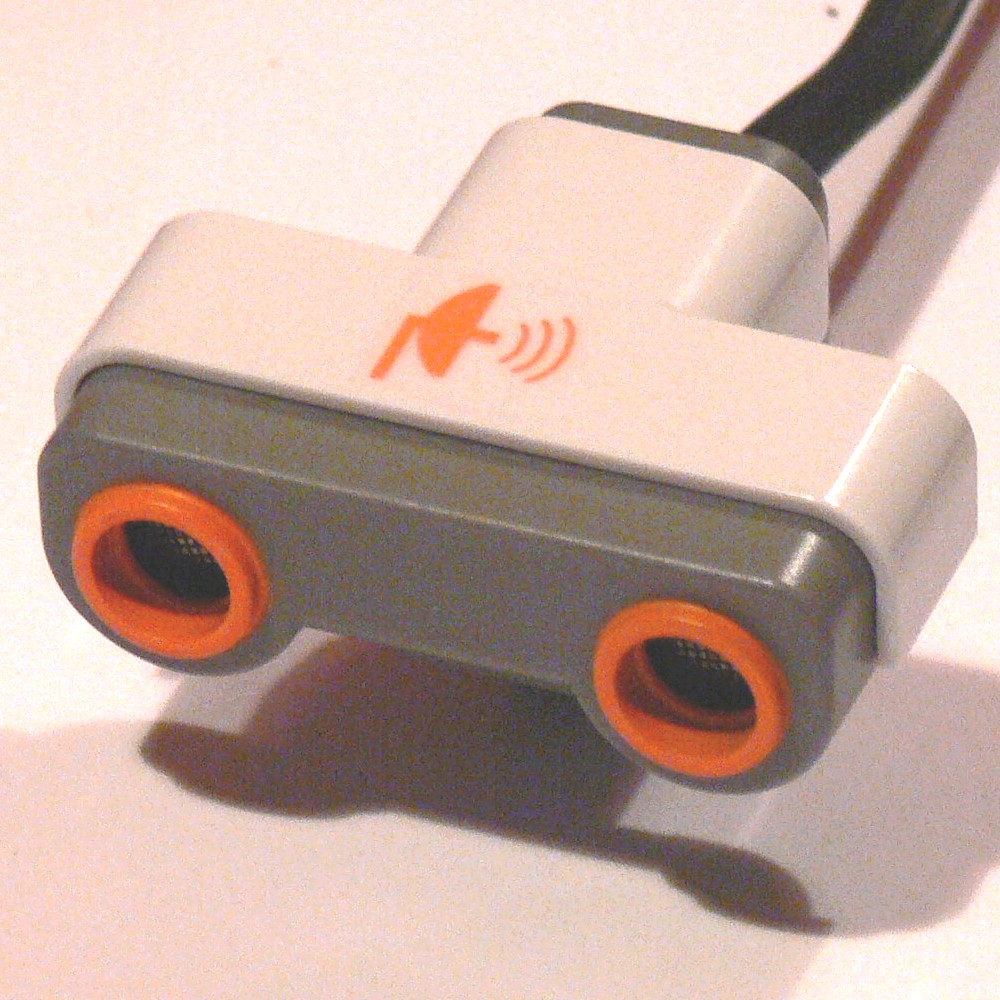
Ultrazvukový senzor vzdálenosti
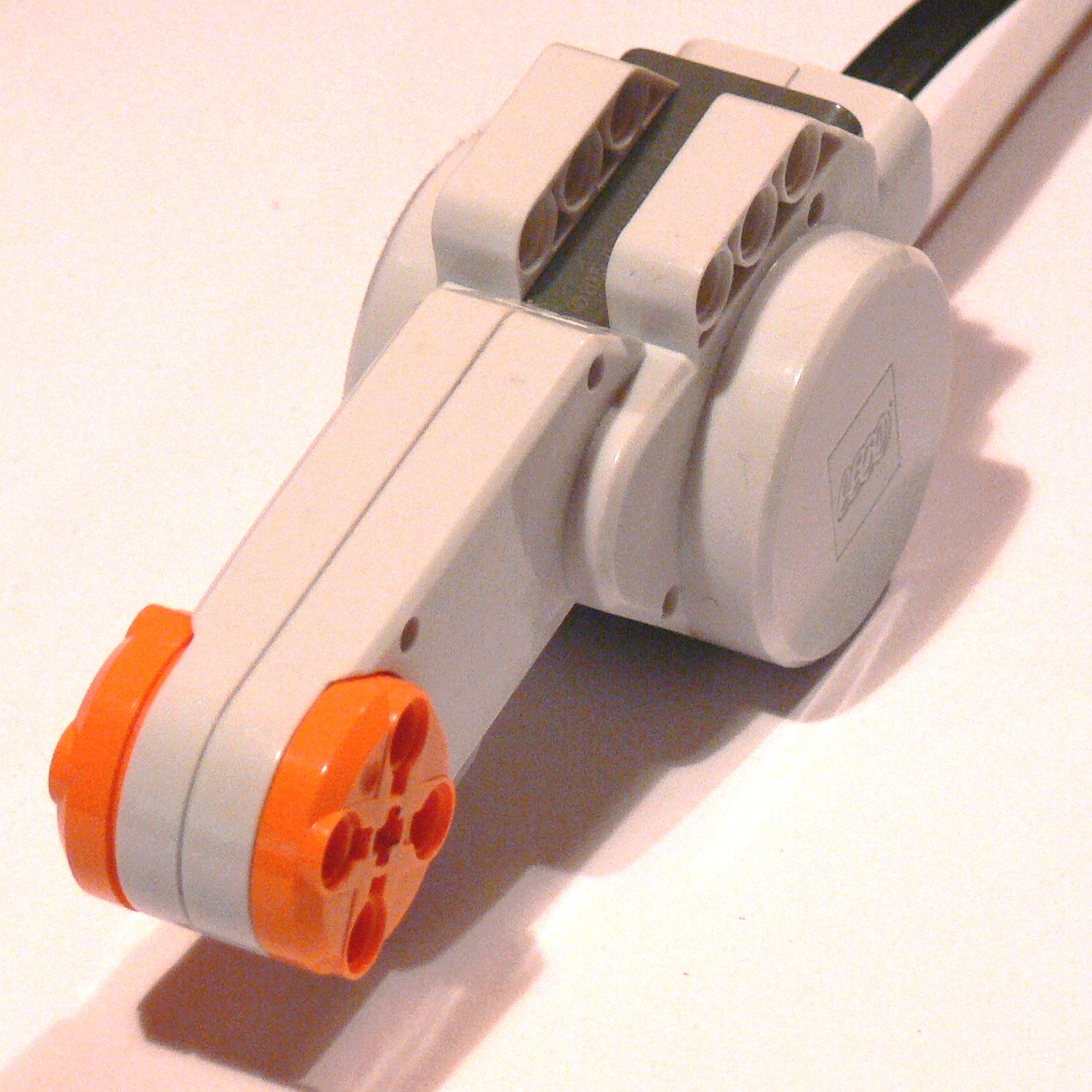
Servomotor
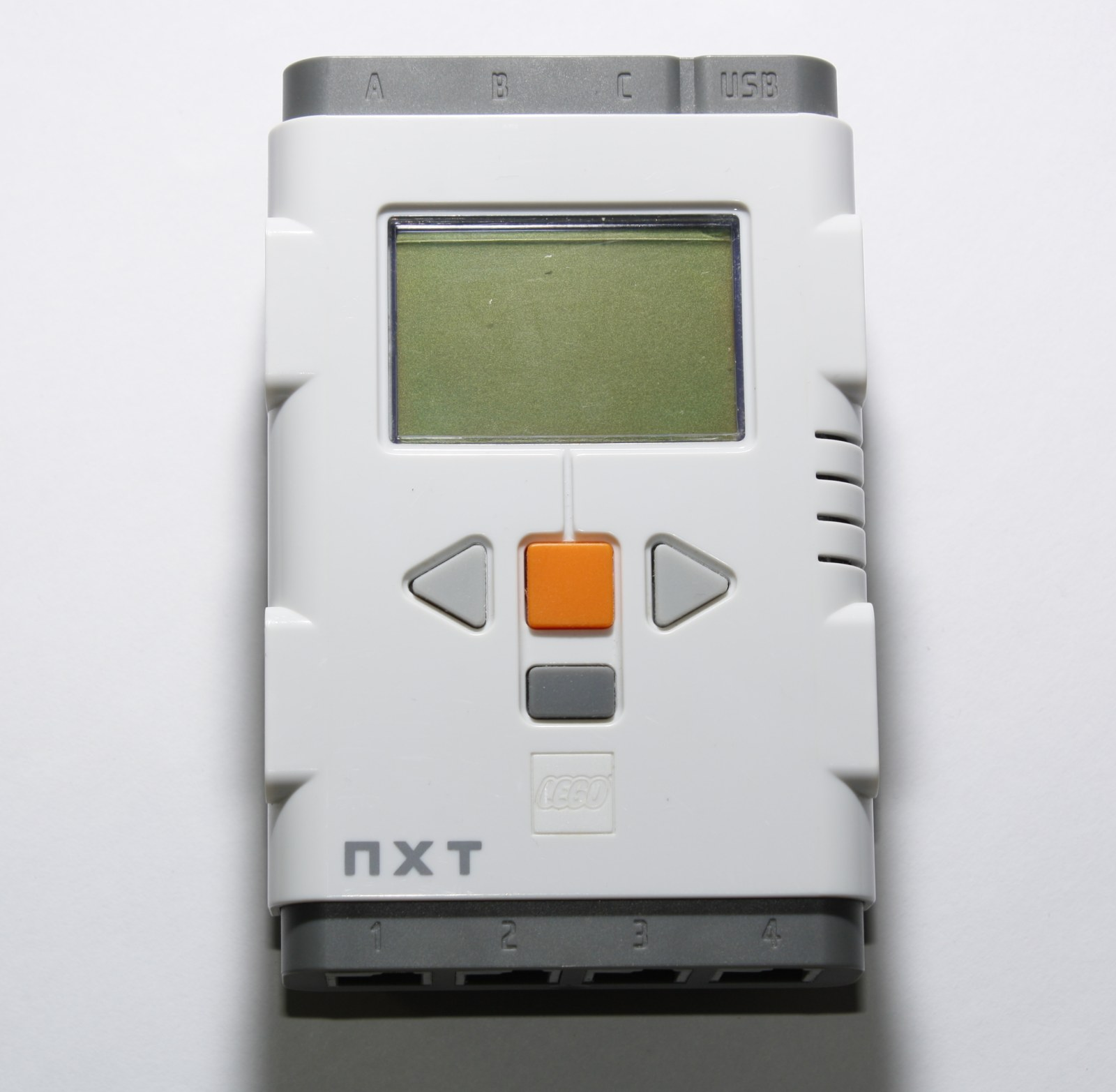
Řídicí kostka

LEGO Mindstorms NXT je druhou generací a byla vydána ve dvou verzích. V roce 2006 byla vydána první verze (NXT 1.0), druhá verze (NXT 2.0) byla vydána v roce 2009.

### EV3

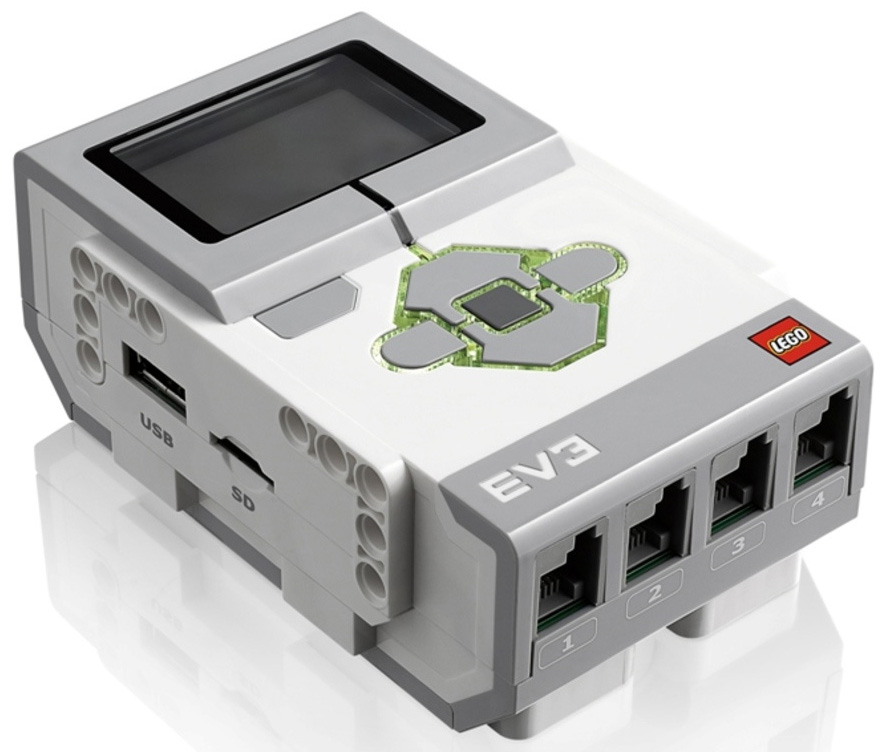
Programovatelná řídicí kostka
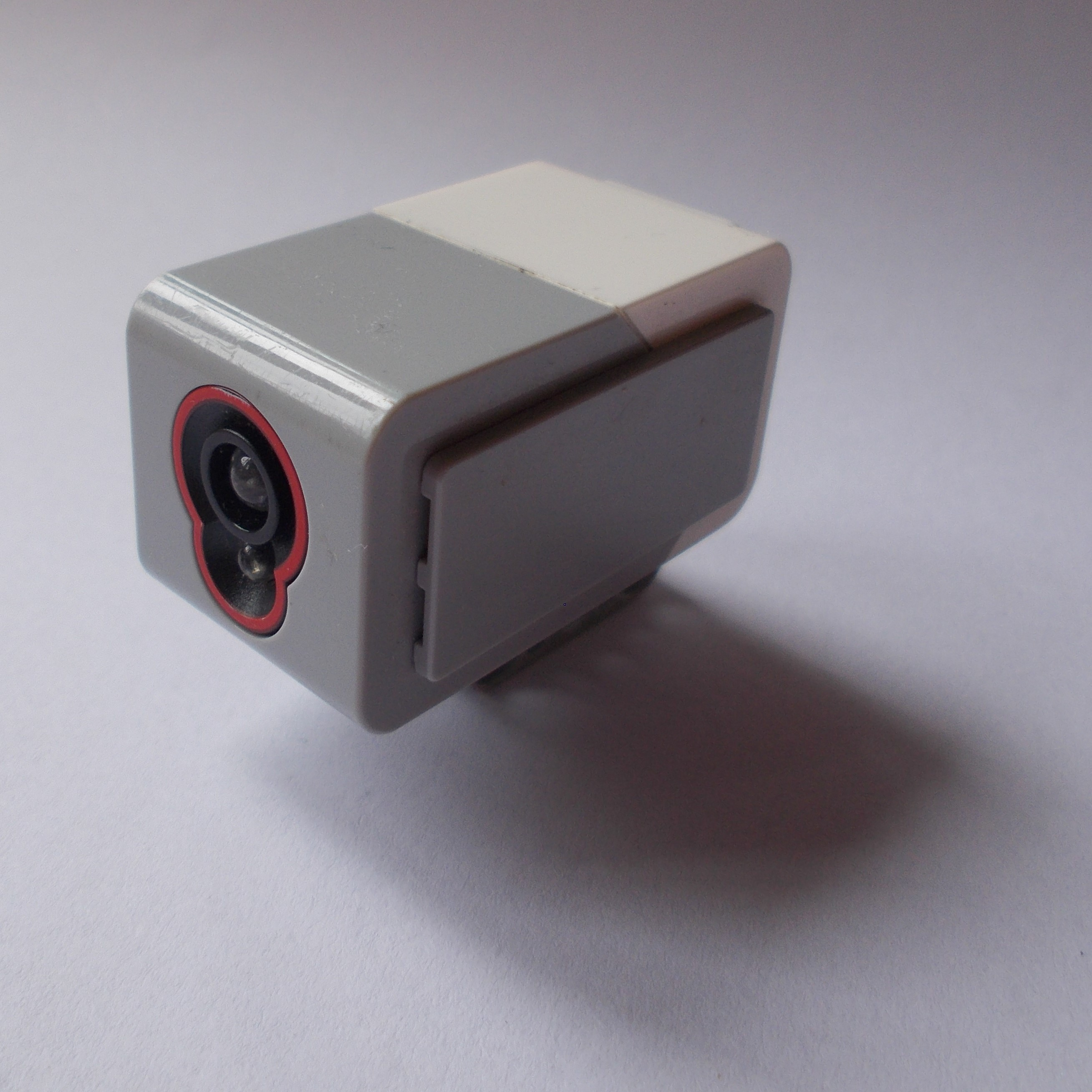
Senzor barev a světla
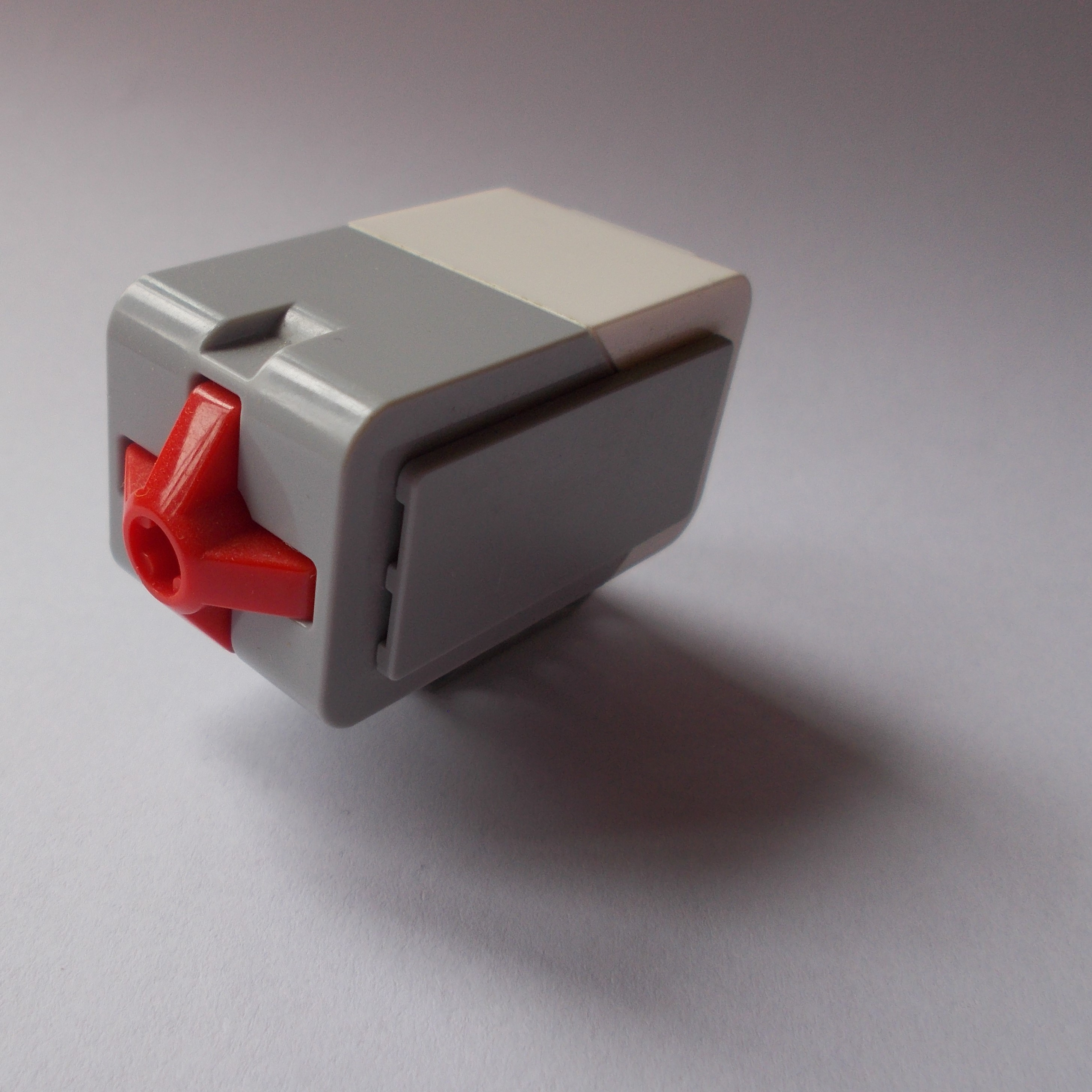
Senzor doteku (tlačítko)
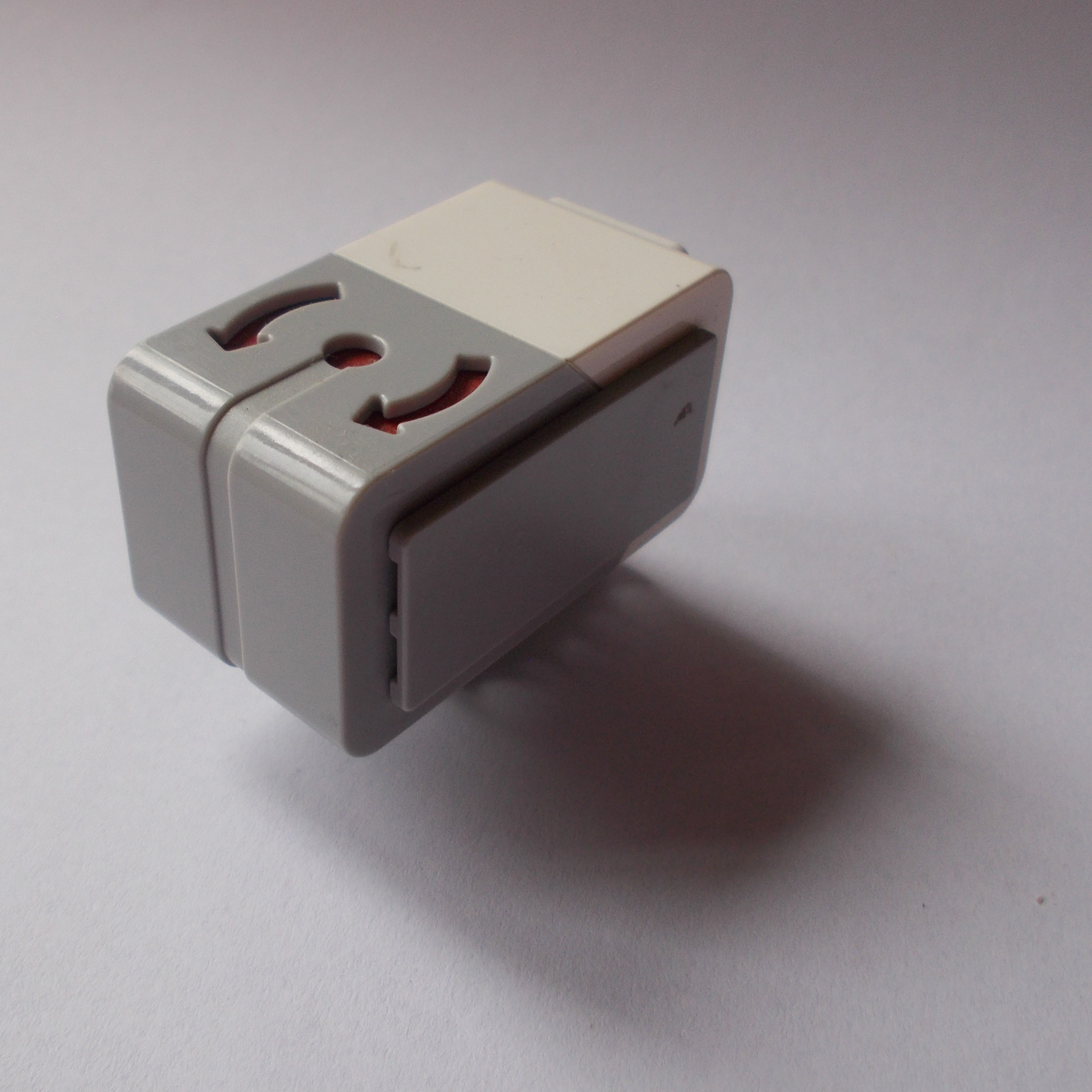
Gyroskopický senzor
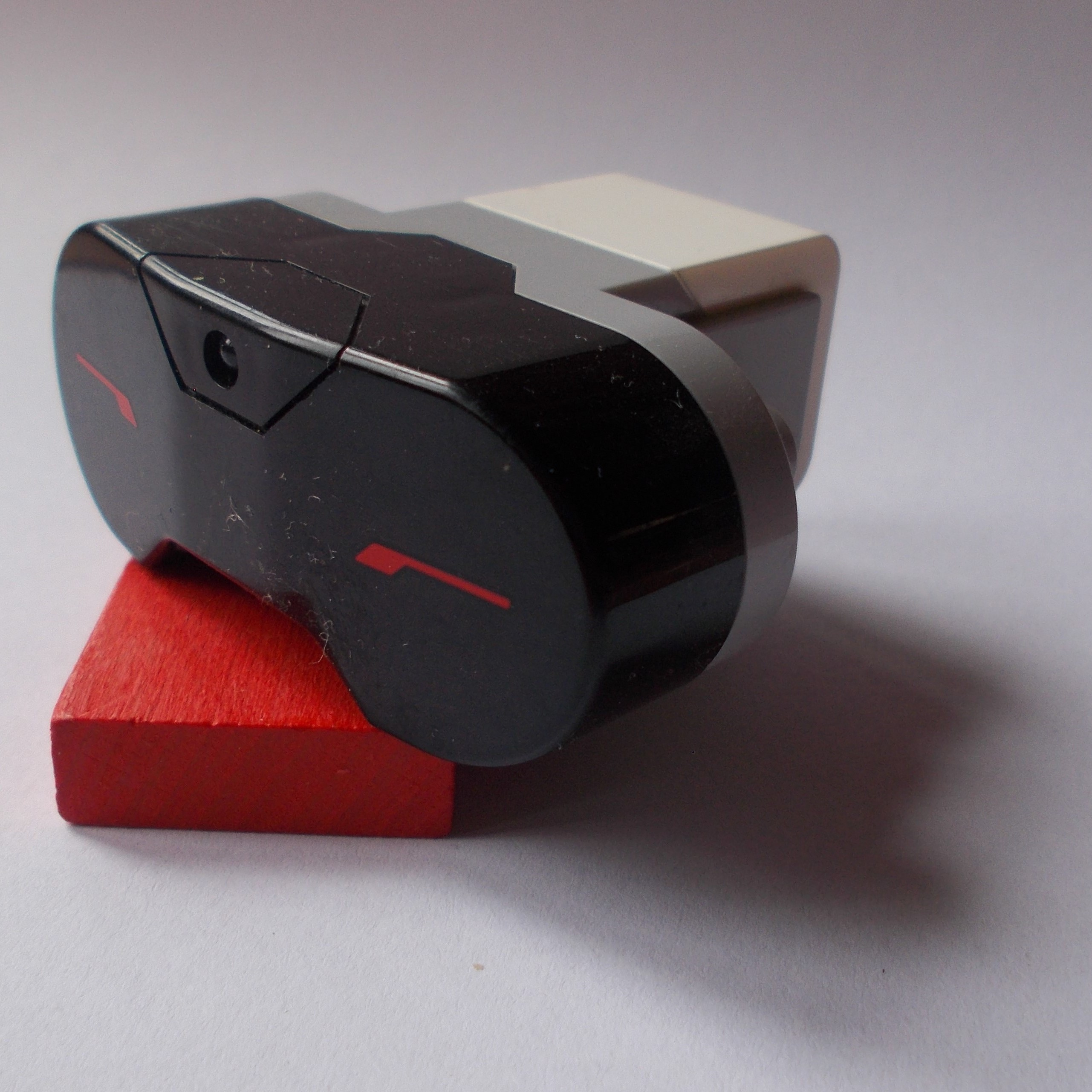
Infračervený přímač, senzor vzdálenosti
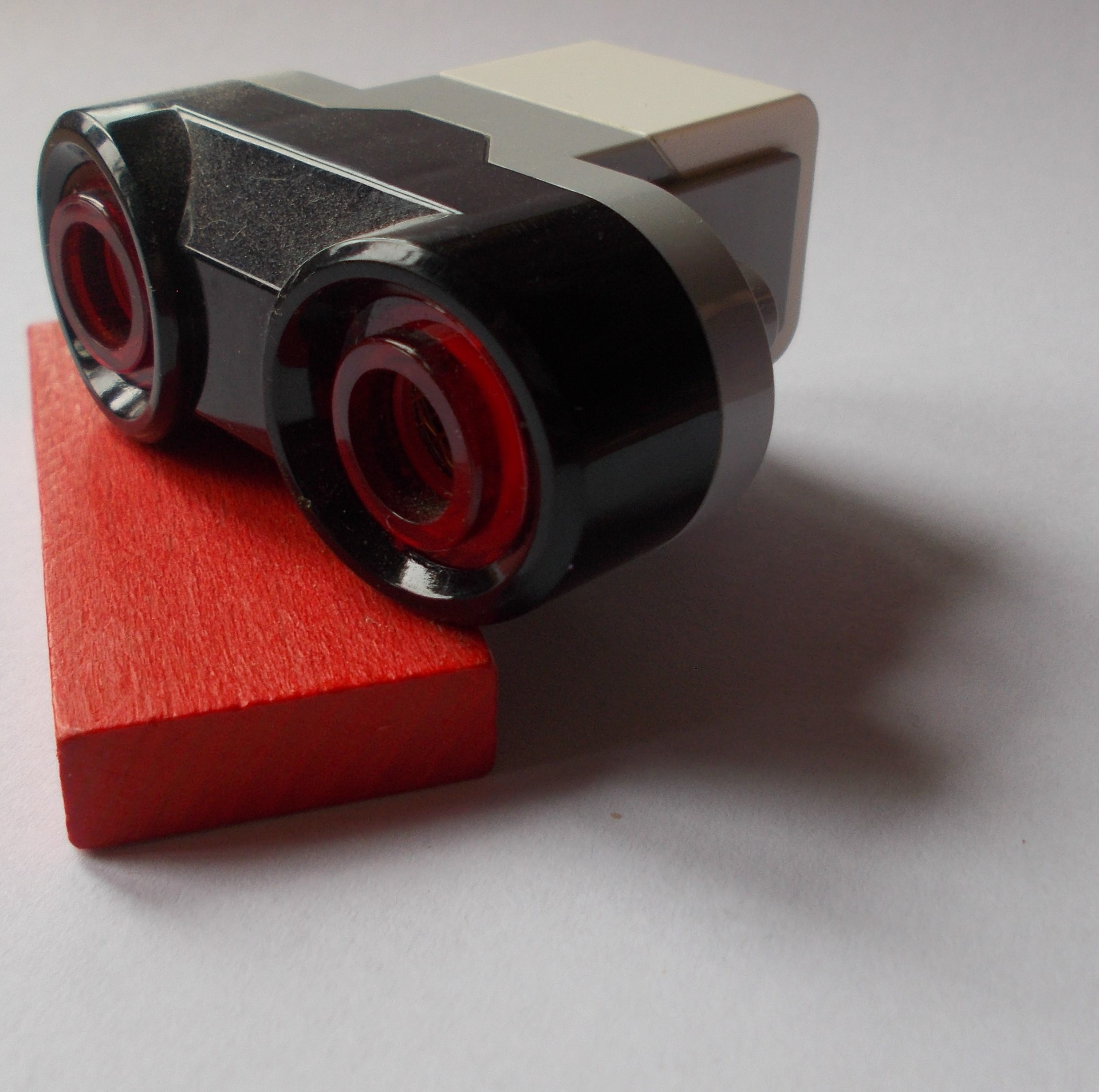
Ultrazvukový senzor vzdálenosti
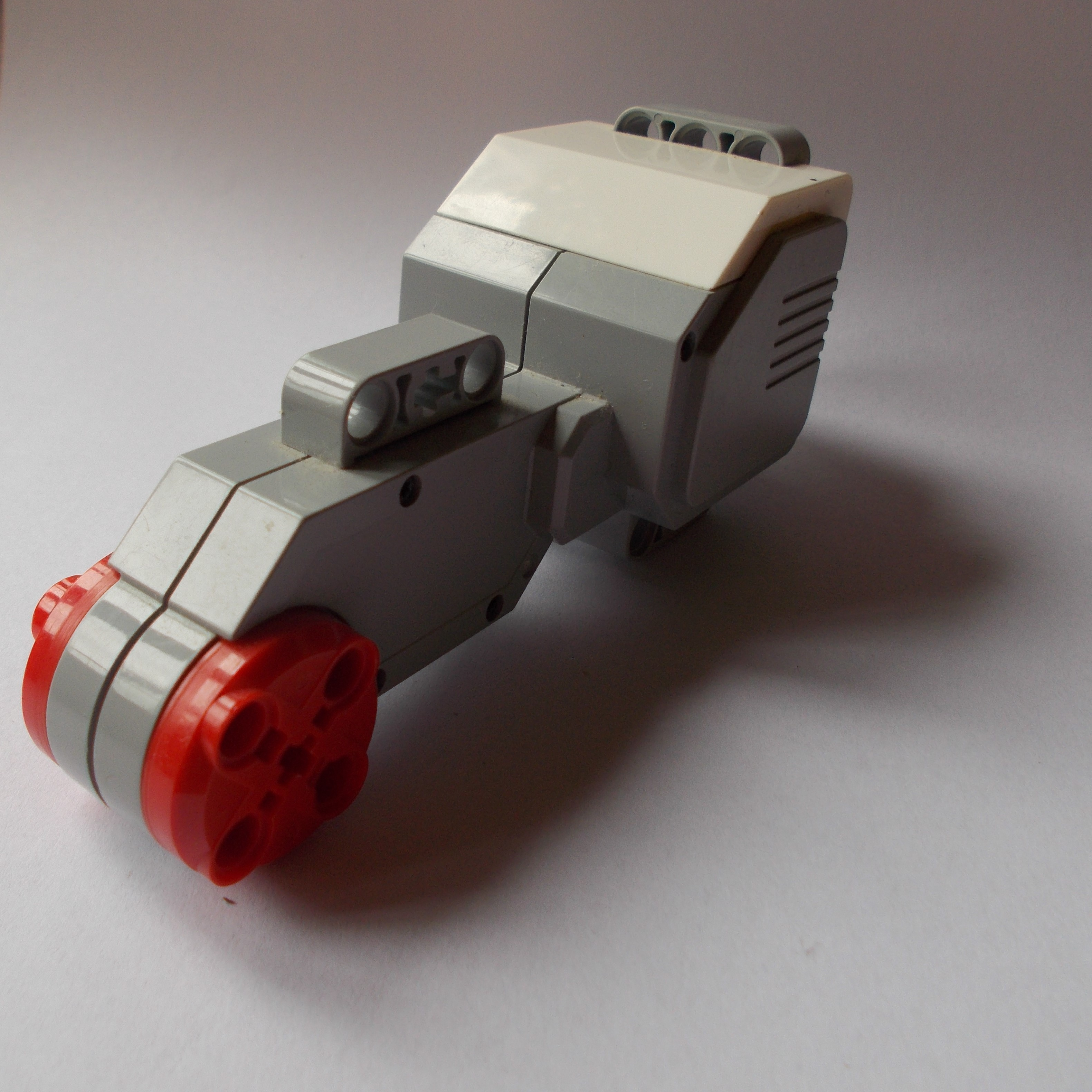
Velký servomotor
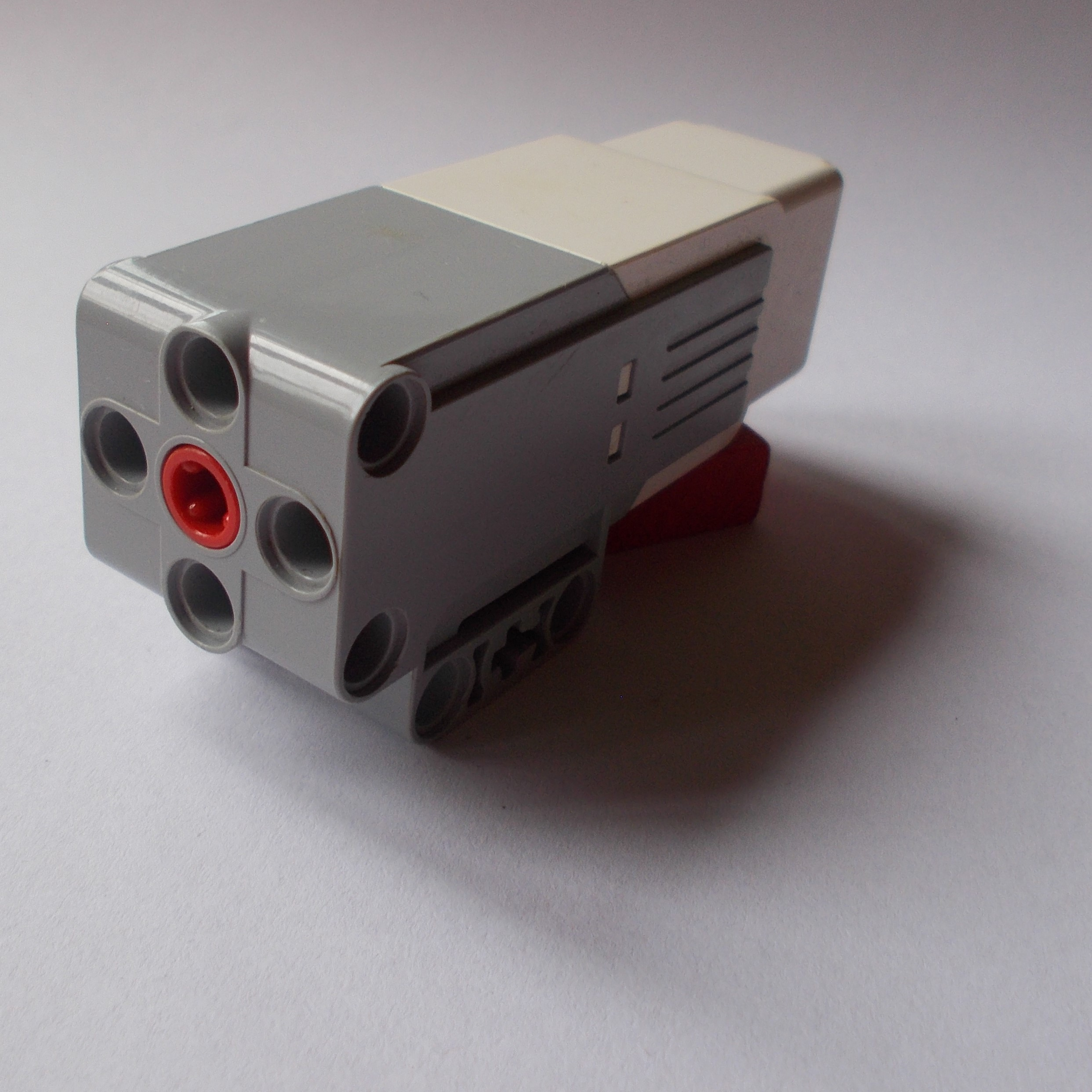
Střední (malý) servomotor

Lego Mindstorms EV3 je třetí a v současnosti nejnovější generací. Byla vydána v roce 2013.

### Robot Inventor
12. června, 2020 oznámilo Lego novou generaci Lega Mindstorms, která nese název Robot Inventor. Na rozdíl od předchozí verze (EV3) nemá LCD Display, ale pouze 5×5 LED Obrazovku. Tato generace má zabudovaný 3osý gyroskop a má 6 portů, které se dají použít pro senzory nebo motory. Základní set obsahuje 949 kostiček, kromě základní programovatelné kostky, zde jsou 4 střední servomotory, senzor na rozpoznávání barev a vzdálenostní senzor. Dále jsou k dostání velké servomotory a senzor síly. 

### Programovací jazyky
Mezi jazyky od společnosti Lego patří:
- RCX Code (obsažený v spotřebitelské edici Mindstorms)
- ROBOLAB (založený na LabVIEW a vyvinutý na Tuftsově univerzitě)

Další oblíbené jazyky:
- C a C++
- Java
- NQC
- pbFORTH (rozšíření k Forth)
- pbLua
- Visual Basic (dodáván na CD)
- RobotC (nový jazyk kompatibilní s NXT)
- Interactive C (jazyk používaný na robotických soutěžích)

## FLL (First LEGO league)
V roce 1998 vznikla ve Spojených státech roboticky zaměřená soutěž pro děti od 9 do 16 let. Cílem je motivace k technickým oborům a výzkumu. Skládá se ze čtyř částí: robotgame, prezentace výzkumného úkolu, týmová spolupráce a designování robota.
Účastníci dostanou speciální hrací plátno a hrací sadu (FLL Challenge Set). Musí vymyslet robota a naprogramovat ho tak, aby splnil co nejvíce zadaných úkolů na plátně. Z daného tématu si také tým musí vybrat určitý problém a navrhnout jeho vylepšení nebo nové řešení.
Samotná kola soutěže probíhají v rámci jednoho dne. Na plnění úkolů je stanoven časový limit 2,5 min., dále je nutné vysvětlit porotcům konstrukci a naprogramování robota. Svá řešení výzkumného projektu musí tým objasnit během pětiminutové prezentace. V týmové spolupráci jsou účastníci postaveni do neobvyklé situace, kterou mají společně vyřešit.

## Robosoutěž
Již od roku 2009 pořádá Fakulta elektrotechnická ČVUT v Praze soutěž robotů pro střední školy a od roku 2015 i pro základní školy. Každý přihlášený tým, jež zastupuje svou školu, dostane zdarma sadu Lego Mindstorms (EV3 nebo NXT) a má přibližně měsíc na sestavení robota, který dokáže splnit zadanou úlohu (každý rok je jiná úloha). Všechny týmy z kategorie se poté sejdou v ČVUT a nechají roboty proti sobě soutěžit. Vítězové vždy obdrží velice hodnotné ceny. Vítězný tým v kategorii středních škol navíc dále může po ukončení studia pokračovat na ČVUT bez přijímacích zkoušek.

#### Stránky soutěže
- http://www.ceskaligarobotiky.cz/ pro ČR
- https://robosoutez.fel.cvut.cz/ pro ČR
- http://www.hands-on-technology.de/firstlegoleague pro Evropu
- http://www.firstlegoleague.org/ oficiální stránky